# Лупій Олесь Васильович
Лупі́й Оле́сь (Олекса́ндр) Васи́льович (28 березня 1938, с. Нова Кам'янка, нині Львівський район, Львівська область — 14 серпня 2022, м. Київ) — український поет, прозаїк, драматург, сценарист. Член Національної спілки письменників України.

## Життєпис
Народився 28 березня 1938 року в селі Нова Кам'янка Равського повіту Львівського воєводства Польщі (нині Львівський район Львівської області України) у селянській родині, яку за участь у визвольних змаганнях було заслано в Сибір.
Молодший брат першого директора Львівського історико-культурного музею-заповідника ''Личаківський цвинтар'' Григорія Лупія, старший брат кінорежисера Ярослава Лупія.
Помер опівдні 14 серпня 2022 року у віці 84 років у Києві після важкої хвороби.
Похований на Солом'янському кладовищі.

## Освіта
- Навчався в Луцькому медичному училищі.
- Закінчив філологічний факультет Київського університету (1961).

## Кар'єра
Працював у редакціях газет, у видавництві «Радянський письменник». Довгий час був відповідальним секретарем ради НСПУ, заступником голови НСПУ.

## Творчість
Автор збірок поезій:
1. «Вінки юності»,
2. «Майовість»,
3. «Перевал» (1969),
4. «Невпинність»,
5. «Черемхова заметіль» (1981),
6. «Любов і лад»,
7. «Довголіття бджоли»,
8. «Кольорами предків» (1991),
9. «Зелене весілля» (1998),
10. «Золоті екологи»,
11. «Гармонія»,
12. «Березневі строфи»,
13. «Одна-єдина» (1984);

Романи:
1. «Милява»,
2. «Герць» (1966),
3. «Грань» (1969),
4. «Вірність» (1976),
5. «Нікому тебе не віддам» (1984),
6. «Падіння давньої столиці» (1991),
7. «Гетьманська булава»,
8. «Лицарі помсти» (2001),
9. «Сонце поміж соснами» (1979);

Збірки повістей та оповідань
1. «Романа»,
2. «Час квітня», Збірки творів для дітей
3. «Чистовід»,
4. «Веселі музики».

Автор сценаріїв до художніх фільмів:
- «Багряні береги» (1979),
- «Данило, князь Галицький» (1987, у співавторстві).

## Критика
Валерій Марченко у своїй статті «За параваном ідейності», що на суді 1973 року інкримінувалася йому як злочин перед радянською владою, так відгукувався про творчість Лупія:
|  | Ми розглянули твори...досить численного загону письменників, за чиєю допомогою радянські можновладці утверджують своє панування на Україні; ласі шматки, що перепадають найвідданішим, повинні стимулювати акт творення, і вони, природно, роблять свою справу. На обріях нашої літератури, окрім старих кадрів культівських часів (Натана Рибака, Леоніда Новиченка, Юрія Збанацького), з'являється чимало нових письменників-підприємців: Павло Загребельний, Микола Сингаївський, Олесь Лупій, Ростислав Братунь. Продукуючи романи, драми, поезії, статті на правильні теми, гурт оцих вельми далеких від культури свого народу митців «чесно» заробляє на хліб. Твори багатьох із них написані досить вправною рукою графомана, тому непідготованому читачеві за напруженим сюжетом та розмаїтою образною системою важко помітити його ідейну недолугість і навіть реакційність. А це й потрібно авторові та верхнім «десяти тисячам» які спонукають його до письма відрегульованою системою заохочень. |

## Відзнаки
- Заслужений діяч мистецтв України (1998).
- Лауреат Державної премії України ім. Т. Г. Шевченка (1994).
- Лауреат премії імені Д. Яворницького.
- Орден «За заслуги» III ступеня — за вагомий особистий внесок у розвиток української літератури, багаторічну плідну творчу працю та активну громадську діяльність[6].